# Evergreen Marine Corporation
 (février 2021).
Si vous disposez d'ouvrages ou d'articles de référence ou si vous connaissez des sites web de qualité traitant du thème abordé ici, merci de compléter l'article en donnant les références utiles à sa vérifiabilité et en les liant à la section « Notes et références ».
Pour les articles homonymes, voir EMC.

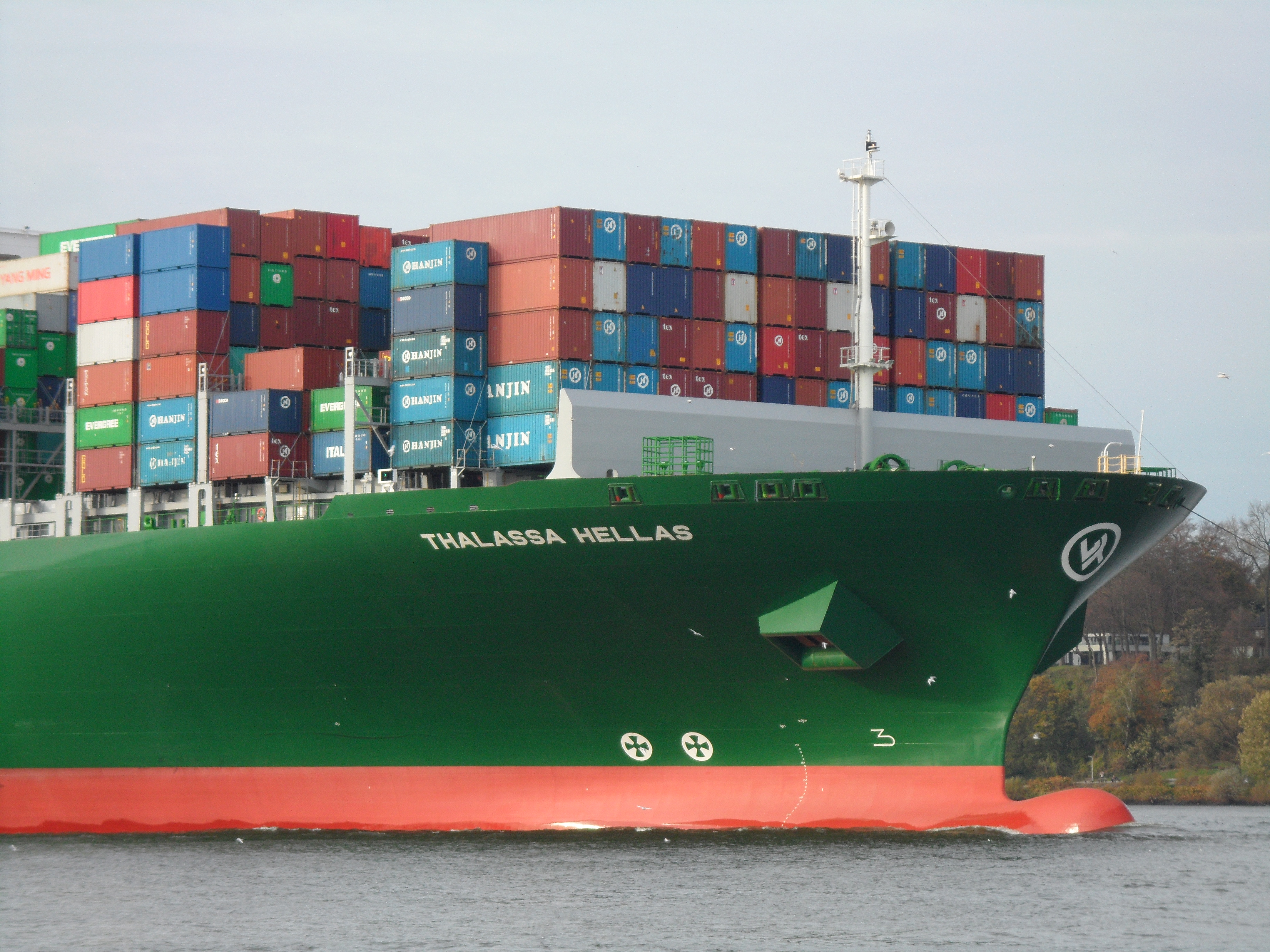
Thalassa Hellas sur le voyage inaugural.

Evergreen Marine Corporation (EMC ; chinois : 長榮海運股份有限公司) est une entreprise de transport maritime par conteneur créée le 1er septembre 1968 par Yung-Fa Chang, président du groupe Evergreen (en) (chinois : 長榮集團), dont le siège est à Taipei, à Taïwan. Débutée avec un unique navire âgé de vingt ans, elle compte 200 porte-conteneurs au 1er juin 2018, soit 1 110 708 EVP, desservant de nombreux ports dans le monde entier. La société se classe au septième rang mondial. Elle a occupé la première place au début des années 1990.
Elle offre des services réguliers entre l’Asie et le Moyen-Orient, l'Europe, les Amériques, l'Australie, l'Afrique, la Méditerranée et l’île Maurice, avec un service de navires-relais dans les ports des Caraïbes et du sous-continent indien. En association avec le deuxième transporteur maritime taïwanais Yang Ming et le transporteur hongkongais OOCL, elle propose un service express (THX) Taïwan / Hong Kong / Hô Chi Minh-Ville.

## Historiques
Créée en 1968, elle conteneurise systématiquement à partir de 1975 tous ses itinéraires principaux, commençant par un service régulier entre l’Extrême-Orient et la côte Est des États-Unis. Le succès s’ensuit, en dépit d’une crise pétrolière frappant l’économie mondiale. Rapidement, d’autres services réguliers sont établis. En juillet 1984, Evergreen lance un service bidirectionnel autour du monde, avec des porte-conteneurs plus efficaces et une commande des opérations globales par réseau informatique. En 2002, répondant à la demande de service porte à porte pour tous les marchés grands ou petits, le service bidirectionnel est remplacé par un service pendulaire complété par des réseaux intérieurs de transport reliant les divers ports aux navires-mères.
Dans la nuit du 23 au 24 mars 2021, Ever Given, le porte-conteneur géant de 219 000 tonnes de la compagnie taïwanaise EMC, qui devait relier sous pavillon panaméen Yiantian à Rotterdam via plusieurs escales, échoue et se retrouve bloqué en travers du canal de Suez (sa proue s'étant enfoncée sur le versant Est), y entraînant l'obstruction du canal de Suez en 2021, une interruption du trafic maritime, le blocage de dizaines de navires à l'entrée Nord, d'autres à l'entrée Sud,.

## Filiales et entreprises liées
Ses filiales sont Uniglory Marine Corp. (Lirong haiyungongsi 立榮海運公司, Taïwan), Hatsu Marine Ltd. (Rongsheng haiyun 榮升海運, UK), et Italia Marittima (Italie, fondée en 1835 sous le nom d’ Österreichischer Lloyd, ensuite est devenue Lloyd Triestino avant d’être reprise par Evergreen qui le nommera Italia Marritima). Dans le domaine du transport aérien, Evergreen est partiellement propriétaire d’EVA Air et d'Uni Air. Elle appartient au groupe Evergreen dont les activités comprennent le transport, la construction de conteneurs, la construction navale, le management portuaire, ingénierie, la restauration aérienne, le tourisme, l’hôtellerie et la promotion immobilière. Il entretient un orchestre symphonique dirigé par Lin Kechang (林克昌).

## Flotte et conteneurs

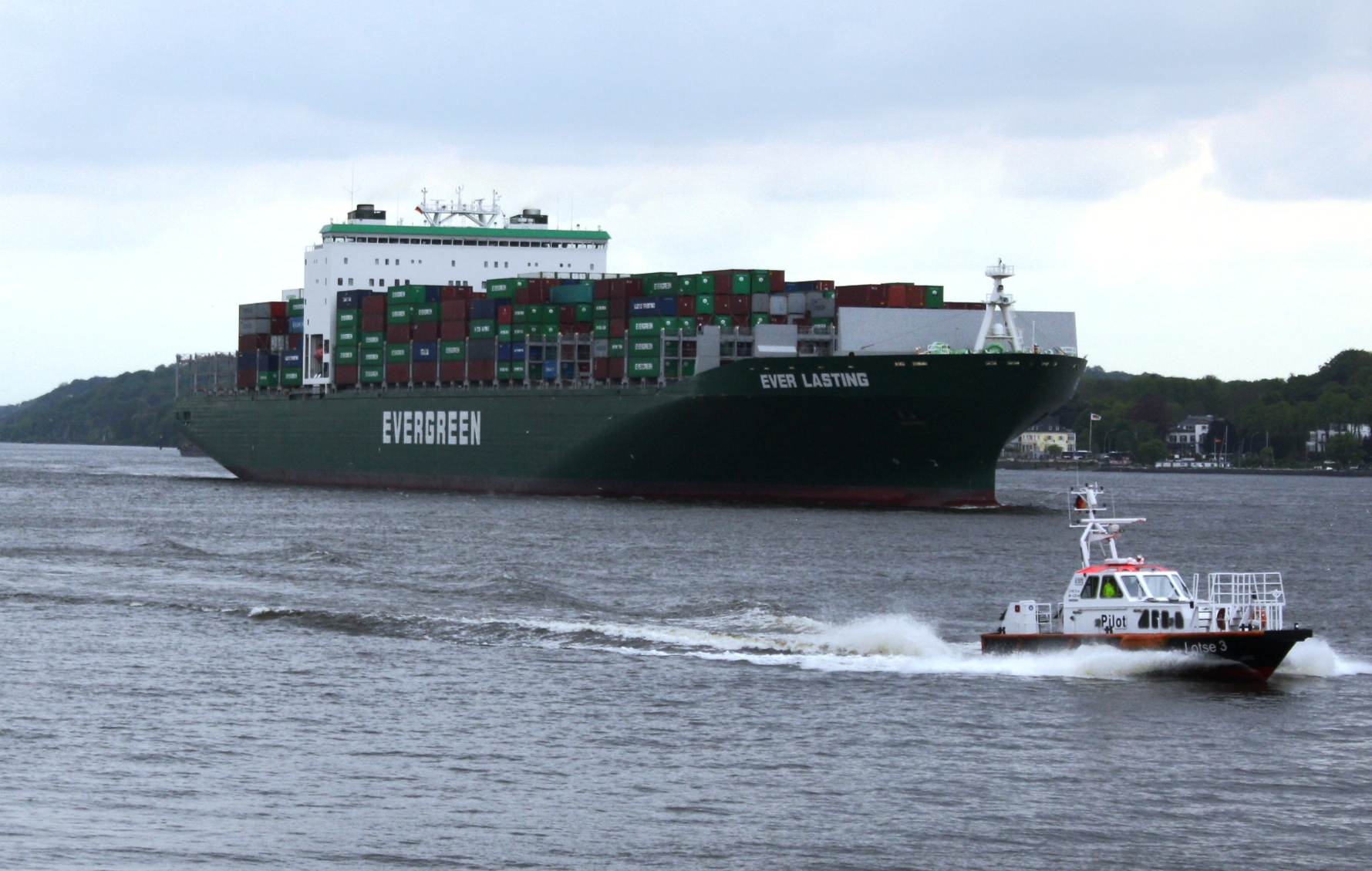
Ever Lasting, Hambourg.

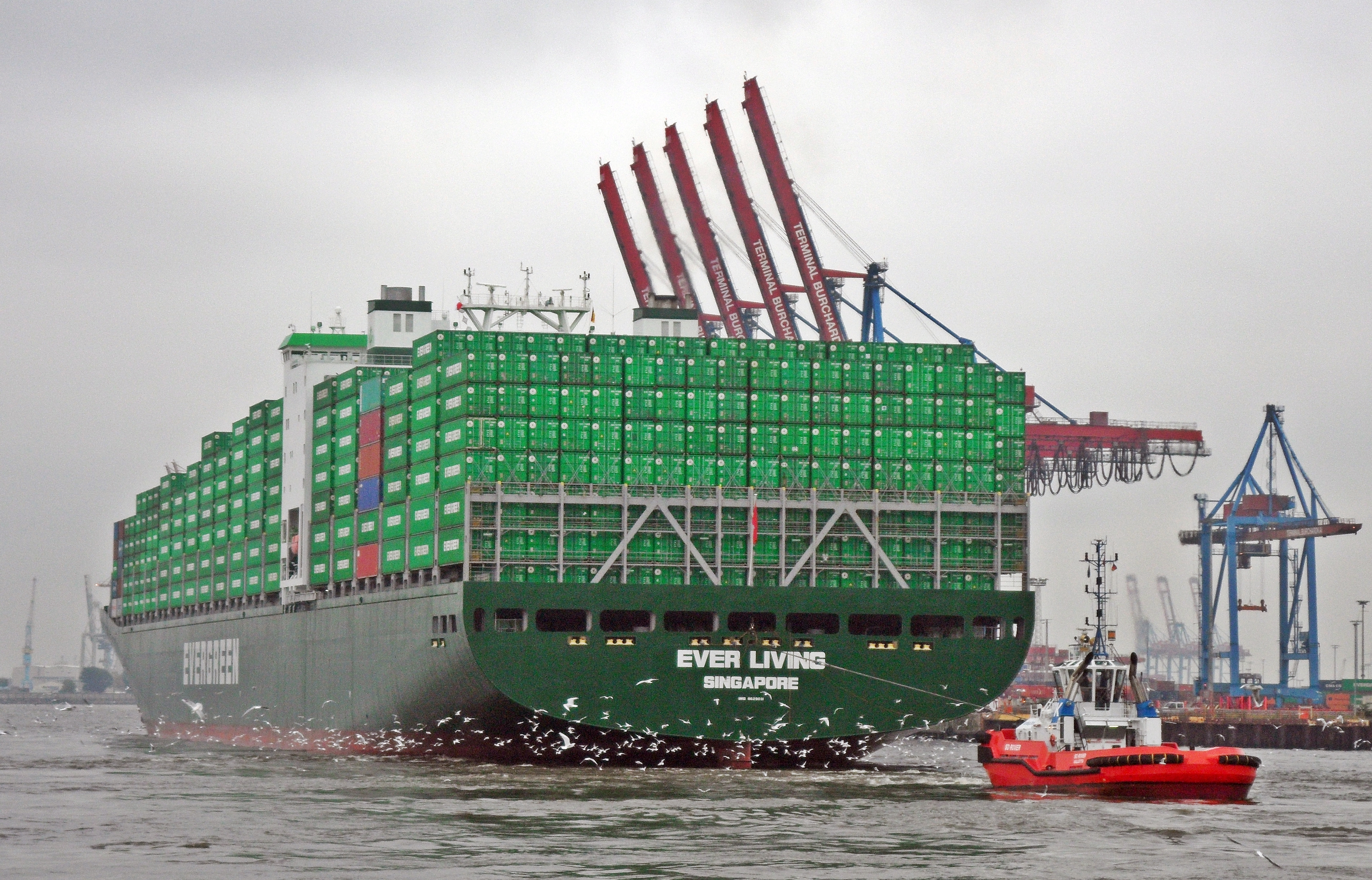
Ever Living, Hamburg, Terminal Burchardkai

La majorité des conteneurs de la compagnie sont verts et portent sur les flancs Evergreen en lettres blanches ; les couleurs sont inversées pour les conteneurs réfrigérants. Evergreen, qui signifie « éternellement vert » en anglais, a été choisi comme traduction du nom chinois de l'entreprise, Changrong (prospérité éternelle) ; rong, « prospérité », est le premier caractère du prénom du fondateur. Les conteneurs d’Uniglory sont orange.

### Porte-conteneurs construits depuis 1975
- Classe « Ever Spring », 4 navires, 646 ÉVP, construits en 1975-1976
- Classe « Ever Valor », 7 navires, 1 214 ÉVP, construits entre 1977 et 1979
- Classe « Ever Level », 6 navires, 1 800 ÉVP, construits en 1979-1980 et en 1983
- Classe « Ever G », 3 navires, 2 240 ÉVP, construits en 1983
- Classe « Ever G », 17 navires, 2 728 ÉVP, construits en 1984-1985
- Classe « Ever GL / GX », 11 navires, 3 428 ÉVP, construits entre 1986 et 1988, certains par China SB Corp. (Kaohsiung, Taïwan)
- Classe « Ever Racer », 10 navires, 4 229 ÉVP, construits entre 1993 et 1995
- Classe « Ever A », 14 navires, 1 162 ÉVP, construits entre 1996 et 1999
- Classe « Ever Dainty », 10 navires, 4 163 ÉVP, construits en 1997-1998
- Classe « Ever Ultra », 18 navires Post-Panamax, 5 364 ÉVP, construits entre 1996 et 2001 par Mitsubishi Heavy Industries (Nagasaki et Kobe)
- Classe « Ever P », 16 navires, 1 618 ÉVP, construits entre 1999 et juillet 2003 par Evergreen Shipyard (Nagasaki)
- Classe « C » « LT Cortesia », 8 navires Post-Panamax, 8 100 ÉVP, construits entre mai 2005 et mai 2006 par Samsung (Conti-NSB, Allemagne)
- Classe « S » « Hatsu Shine », 10 navires Post-Panamax, 7 024 ÉVP, livrés entre septembre 2005 et janvier 2008 par Mitsubishi H. Ind., Kobe
- Classe « L », 30 navires, 8 452 EVP, livrés entre 2012 et 2015.
- Classe « Thalassa Hellas », 10 navires, 13 800 EVP, livrés entre 2013 et 2014.
- Classe « 20.000 TEU » ou classe « G », 7 navires de 20 388 EVP, 4 navires de 20 244 EVP, livrés entre 2018 et 2019, dont l'Ever Given qui bloqua le canal de Suez pendant plusieurs jours en 2021.
- Classe « A » (en), 6 navires de 23 992 EVP et 6 navires de 23 888 EVP, le premier Ever Ace livré en juillet 2021.

Le nom des navires de la filiale italienne Lloyd Triestino étaient préfixés « LT » ; depuis 2006 ceux d'Italia Marittima portent le préfixe « Ital » ; ceux de Hatsu Marine Ltd. (UK) sont préfixés « Hatsu ». Il s’agit soit de bâtiments transférés depuis Evergreen Marine ou Uniglory Marine (pavillon taïwanais ou panaméen), soit de bâtiments neufs.
Depuis 2008, 2009, le préfixe des navires de la classe « Hatsu Eagle » et de la classe « S » a été changé de Hatsu à Ever. Hatsu Eagle devenant Ever Eagle, Hatsu Shine devenant Ever Shine.